# Агеев, Дмитрий Михайлович
Дми́трий Миха́йлович Аге́ев (1902 — ?) — советский архитектор.

## Биография
Из семьи служащих.
В 1927 году окончил по специальности «архитектура» инженерно-строительный факультет Сибирского технологического института в Томске. Уже в студенческие годы был членом Объединения современных архитекторов (ОСА).
В Новосибирске работал начальником проектного отдела Сибпроекта и начальником проектного отдела штаба Сибирского военного округа (СибВО). Построил в городе ряд жилых, общественных и промышленных зданий.
В 1934 году стал одним из инициаторов создания отделения Союза советских архитекторов (ССА) в Новосибирске. Агеев с 22 февраля 1939 года по 31 марта 1940 года был председателем правления ССА Новосибирска.
В октябре 1940 году уехал с семьёй в Одессу. С началом Великой Отечественной войны был призван в армию.
После окончания Великой Отечественной войны служил в Германии, в городе Шверине, а затем в Ростоке.
По возвращении в СССР жил в Кирове (Вятке).

## Проекты и постройки
- жилой дом для специалистов СНСНХ (1929);
- жилой дом Сибметаллтреста по Красному проспекту, 6, (1929);
- жилой дом инженерно-технических работников по ул. Чаплыгина (1931—1934);
- 75-квартирный дом ЖАКТа «Сибирь на рельсы» (совместно с Я. Г. Кузнецовым, 1933);
- жилые дома Кузбассугля (Красный проспект, 49, 51; улица Державина, 4, 6, 8, 10; улица Советская, 3, совместно с Б. А. Биткиным и Б. А. Гордеевым, 1931—1933);
- комплекс зданий Института военных инженеров транспорта (совместно с Р. Волтерсом, С. М. Игнатовичем, Г. Е. Степанченко, К. И. Митиным и Я. Е. Кузнецовым, 1931—1934, 1934—1941);
- швейная фабрика «Автомат»;
- здание штаба СибВО (совместно с А. Н. Ширяевым);
- реконструкция здания типографии «Советская Сибирь» (совместно с В. С. Логиновой, 1933—1938);
- здание Областной центральной сберкассы (Крайсберкассы, совместно с Я. Е. Кузнецовым, 1935—1939, Красный проспект, д. 46)[1];
- дом Мехтреста (совместно с Я. Е. Кузнецовым, 1936—1939);
- жилой дом СибВО на ул. Крылова (совместно с В. С. Масленниковым и Е. А. Ащепковым, 1938—1940);
- жилой дом СибВО по ул. Державина (совместно с И. С. Персиковым, 1939—1940);
- столовая ВКСШ.

## Семья
- Сын — Агеев, Михаил Дмитриевич.